# Distrito de Kufstein
Kufstein es un distrito del estado de Tirol (Austria). El distrito limita al norte con Baviera (Alemania), el sudeste con el distrito de Kitzbühel y al sudoeste con el distrito de Schwaz.

## División administrativa (población año 2018)
- Alpbach 2561
- Angath 1008
- Angerberg 1890
- Bad Häring 2777
- Brandenberg 1523
- Breitenbach am Inn 3475
- Brixlegg 2970
- Ebbs 5601
- Ellmau 2828
- Erl 1540
- Kirchbichl 5855
- Kramsach 4891
- Kufstein 19 223
- Kundl 4464
- Langkampfen 4108
- Mariastein 362
- Münster 3317
- Niederndorf 2736
- Niederndorferberg 706
- Radfeld 2495
- Rattenberg 411
- Reith im Alpbachtal 2722
- Rettenschöss 513
- Scheffau am Wilden Kaiser 1449
- Schwoich 2515
- Söll 3631
- Thiersee 2990
- Walchsee 1878
- Wildschönau 4242
- Wörgl 13 811

El centro administrativo del distrito se encuentra en la ciudad de Kufstein.
Desde el punto de visto geográfico, el distrito incluye la zona inferior del valle tirolés del río Eno hasta la frontera bávara, el valle del Alpbach, el valle del Brandenberg, Wildschönau, y el lago Thiersee. Dentro del distrito se encuentran las cadenas montañosas de los Alpes Brandenberg, los Alpes Kitzbühel y el  Kaisergebirge. Los lagos más grandes de la zona son los lagos Reintal, el lago Thiersee, el Hechtsee, el Hintersteiner See y el Walchsee.